# Hughes Turner Project
Hughes Turner Project – zespół rockowy utworzony w 2001 roku przez brytyjskiego wokalistę i basistę Glenna Hughesa oraz amerykańskiego gitarzystę i wokalistę Joe Lynn Turnera.
Debiutancki album grupy pt. HTP ukazał się 6 lutego 2002 roku nakładem wytwórni muzycznej MTM Music. W pracach nad płytą poza Turnerem i Hughesem uczestniczyli gitarzysta JJ Marsh, perkusista Shane Gaalaas oraz klawiszowiec Vince DiCola. Gościnnie wystąpili ponadto Paul Gilbert, John Sykes, oraz Akira Kajiyama. Debiut cieszył się największą popularnością w Japonii, gdzie uplasował się na 32. miejscu tamtejszej listy przebojów (Oricon).
W sierpniu 2002 roku do sprzedaży trafił jedyny album koncertowy zespołu zatytułowany Live in Tokyo. Występ odbył się z udziałem japońskich muzyków: gitarzystą Akirą Kajiyama, perkusistą Yoshihiro Kudo oraz keyboardzistą Toshio Egawą. Płyta odniosła niewielki sukces plasując się na 98. miejscu zestawienia Oricon. rok później, 23 września został wydany drugi, ostatni album Hughes Turner Project zatytułowany HTP 2. Materiał został nagrany z udziałem perkusisty Shane’a Gaalaasa oraz keyboardzisty Eda Rotha. W sesji nagraniowej ponownie uczestniczył także gitarzysta JJ Marsh. Wśród gości na albumie znaleźli się natomiast Steve Vai, Jeff Kollman oraz Chad Smith. Wydawnictwo było promowane podczas trasy koncertowej obejmującej Japonię, Rosję oraz Europę.
W 2004 roku grupa została rozwiązana na rzecz innych projektów. Pochodną Hughes Turner Project była utworzona w 2004 roku krótkotrwała formacja Michael Men Project, firmowana nazwiskiem rosyjskiego basisty Michaela Mena, a w której brali udział zarówno Turner, jak i Hughes.

## Dyskografia

### Albumy studyjne
- HTP (2002)[3] JPN #32[4]
- HTP 2 (2003)[5] JPN #112[4]

### Albumy koncertowe
- Live in Tokyo (2002)[6] JPN #98[4]